# Birmenstorf
Birmenstorf é uma comuna da Suíça, no Cantão Argóvia, com cerca de 2.363 habitantes. Estende-se por uma área de 7,80 km², de densidade populacional de 303 hab/km². Confina com as seguintes comunas: Baden, Birrhard, Fislisbach, Gebenstorf, Mellingen, Mülligen, Windisch, Wohlenschwil.
A língua oficial nesta comuna é o Alemão.

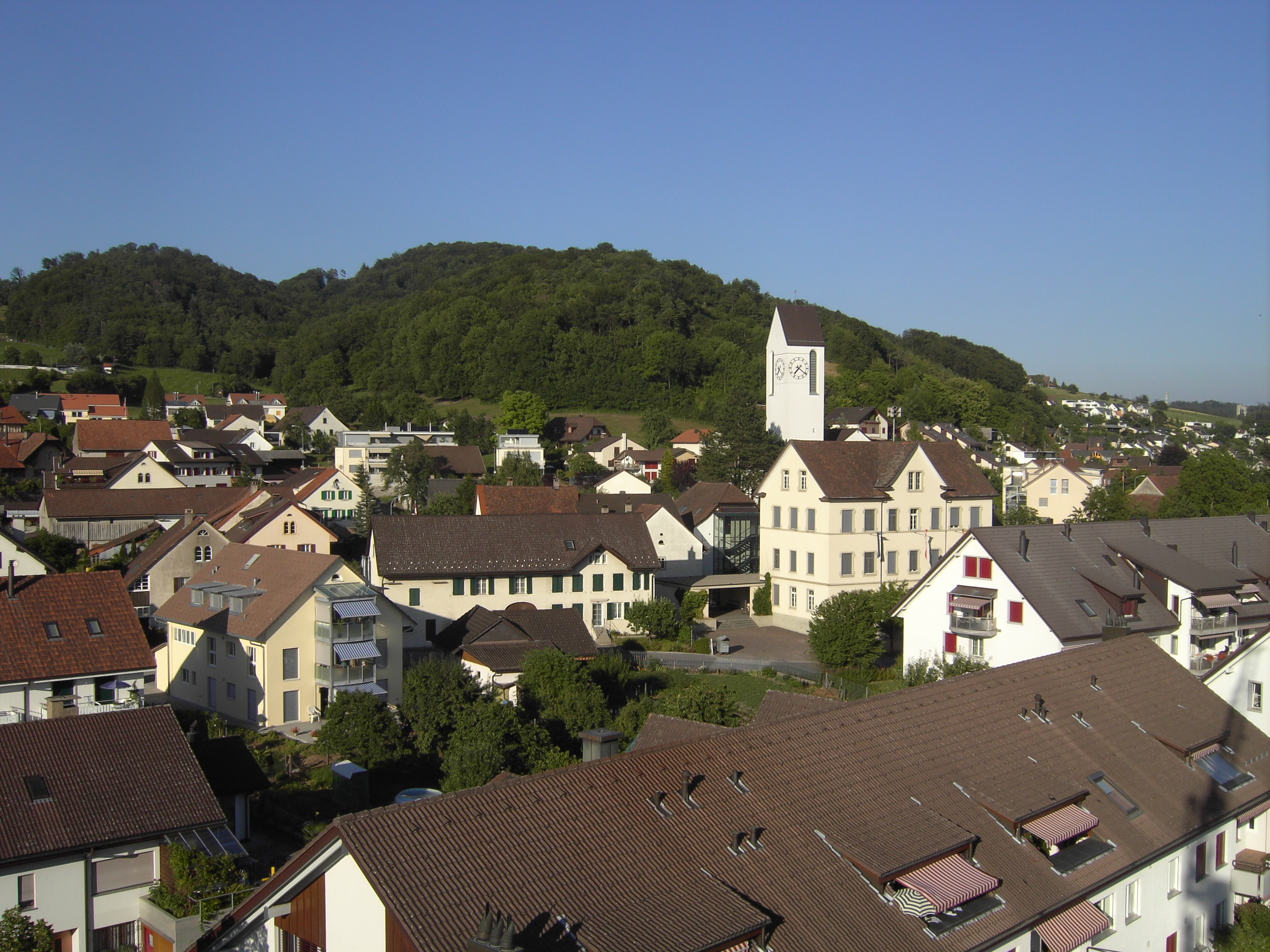
Birmenstorf